# Tatrín

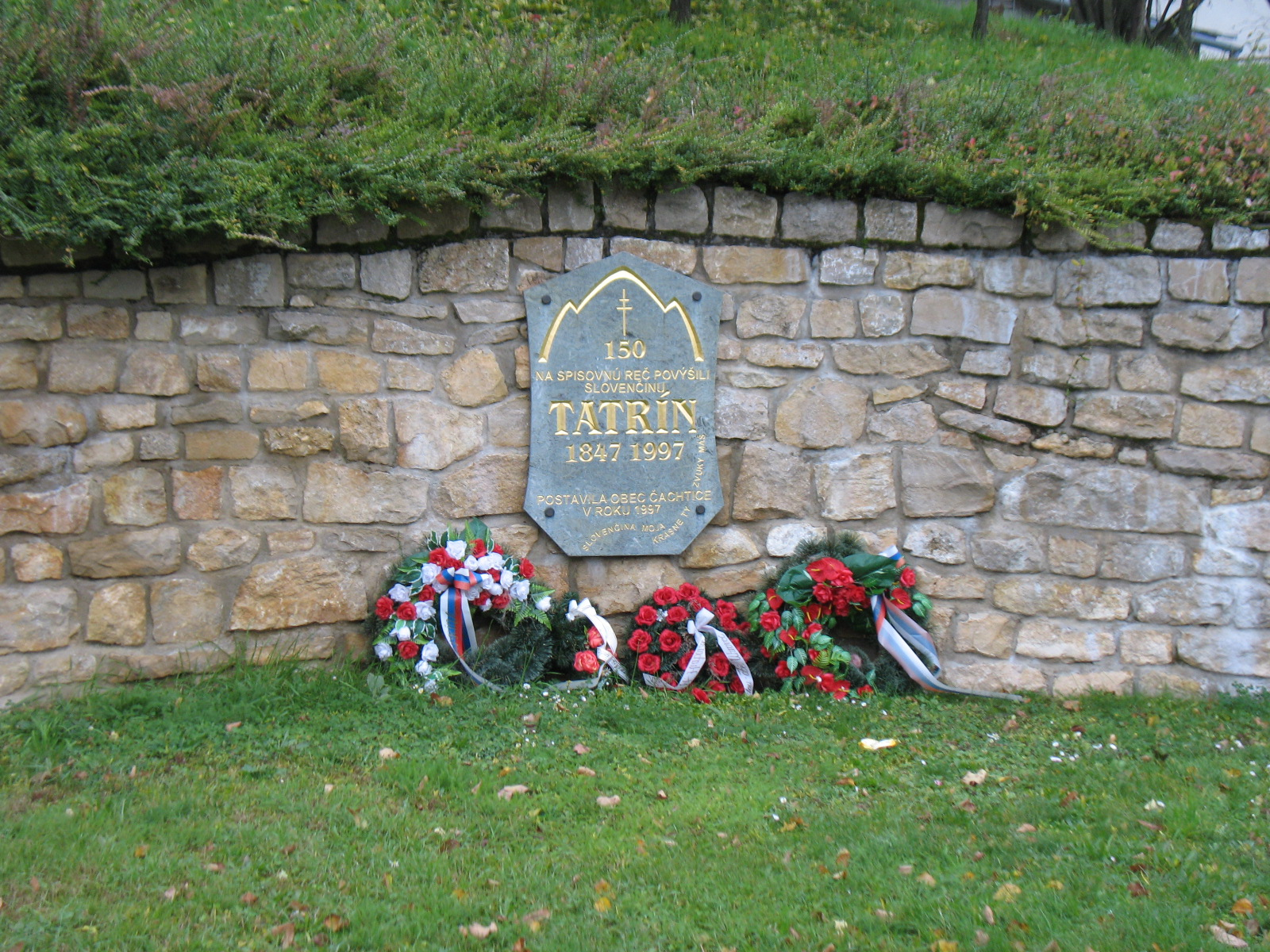
Pamětní tabule v Čachticích

Tatrín byl slovenským spolkem, k jehož cílům patřila všestranná podpora kulturního života a vzdělanosti na Slovensku. Využíval k tomu zejména vydáváním knih ve slovenském jazyce a jejich distribucí. Podporoval též slovenské studenty. Tím přispěl ke kodifikaci spisovného slovenského jazyka.

## Zasedání spolku

### První zasedání
Uskupení vzniklo na podnět Ľudovíta Štúra na schůzi v Liptovském Svatém Mikuláši ve dnech 26. až 28. srpna 1844. Jeho předsedou se stal Michal Miloslav Hodža a pokladníkem Gašpar Fejérpataky-Belopotocký. Přísedícími (členy výboru) byli Ľudovít Štúr, Jozef Miloslav Hurban, Ctibor Zoch a Matej Tučka.
Nově vzniklý spolek vydal Pozvání, v němž vyzvali všechny příslušníky slovenského národa, aby se stali členy Tatrínu. Text pozvání zněl:
| „ | Kdo jen co-to cítí jako Slovák, musí uznat; že je svrchovaný čas, aby se pro slovenský národ a život něco slovensky začalo. | “ |

### Druhé zasedání
Následujícím, druhé, zasedání se konalo 6. srpna 1845 opět v Liptovském Svatém Mikuláši.

### Třetí zasedání
O více než rok později se ve dnech 16. až 17. září 1846 již potřetí v Liptovském Svatém Mikuláši konalo třetí zasedání uskupení. Na něm byl přijat návrh na sbírání slovenských starožitností a vydávání časopisu, jenž měl sloužit ke zvýšení národního uvědomění. Jelikož však královská rada nechtěla Tatrínu povolit tisk tohoto časopisu, což zdůvodňovala oficiálním neschválením existence spolku. Shromáždění proto zvolilo deputaci, která měla vyrazit k panovníkovi a vládě do Vídně.

### Čtvrté zasedání
Čtvrté zasedání se mělo konat v Novém Městě nad Váhom. Zde ale organizátoři setkání nenašli vhodnou místnost, a proto využili pozvání Jozefa Urbanovského k uspořádání setkání na faře v Čachticích. Zdejší zasedání se konalo od 9. do 10. srpna 1847. Podle prezenční listiny se ho účastnilo 61 delegátů. Přední osobnosti tehdejšího národního hnutí se zde dohodli na pravopise češtiny, usnesli se na řeč spisovnou povýšit češtinu a přijali zásady, jak psát. Zároveň zde přijali také etymologický princip  ortografie.
Setkání se zúčastnili například Michal Miloslav Hodža, Ľudovít Štúr, Jozef Miloslav Hurban, Ján Kalinčiak, Ján Francisci-Rimavský, Andrej Caban, Eugen Gerometta, Jozef Ščasný, Ctibor Zoch, Samo Bohdan Hroboň, Martin Hattala a další
K zániku spolku došlo během roku 1848.

## Členové
Mezi členy spolku patřil například:
- Štefan Marko Daxner